# Heinz Stefan Pichler
Heinz Stefan Pichler (* 1957) ist ein österreichischer Erwachsenenbildner, Sozial- und Bildungsexperte und wohnt in Klagenfurt am Wörthersee.

## Leben
Heinz Stefan Pichler, erlernte den Beruf eines Elektromechanikers und war u. a. als Landes- und Bundessekretär der Katholischen Arbeiterjugend in Wien beschäftigt. Im Auftrag des Sozialministeriums war er für die Umsetzung der experimentellen Arbeitsmarktpolitik in Kärnten (1983–1984) zuständig und als Sekretär des Österreichischen Gewerkschaftsbundes bei der Gewerkschaft der Privatangestellten in Kärnten tätig.
Als Bildungsexperte der Arbeiterkammer Kärnten (AK) spezialisierte er sich auf die Planung und Durchführung innovativer Bildungsprojekte, Vortragstätigkeiten zu bildungspolitischen Fachthemen, die Aus- und Weiterbildung von Betriebsräten, die AK-Bildungsförderung sowie die Planung und Abhaltung von Seminaren und Fachtagungen (bis September 2021).
Das (nebenberufliche) Studium absolvierte er an der Alpen-Adria Universität Klagenfurt im Lehrfach Pädagogik mit dem Schwerpunkt Erwachsenen- und Berufsbildung (2006).
Pichler engagierte sich als Vorsitzender des Kärntner Netzwerkes gegen Armut und soziale Ausgrenzung und initiierte die Herausgabe der AK-Schriftenreihe „Arbeit und Bildung“.
Seit 2012 ist er Mitorganisator der „Kärntner Gespräche zur demokratiepolitischen Bildung“. Das Projekt „Kultur-Rad-Pfade“ organisiert er als Vorsitzender des Verein Impulse seit dem Jahr 2008. Die 14-tägliche Sendung „Panoptikum Bildung“ gestaltet er seit Jänner 2013 beim Freien Radio AGORA in Klagenfurt.
Als Geschäftsführer trug er entscheidend zum Aufbau des Instituts für die Geschichte der Kärntner Arbeiterbewegung (IGKA) bei und als Vortragender lehrt er an den Kärntner Gewerkschaftsschulen. Er wirkt aktuell als Lehrbeauftragter an der Fachhochschule Kärnten Studienbereich Gesundheit & Soziales in Feldkirchen sowie an der Alpen-Adria-Universität, Arbeitsbereich Erwachsenenbildung und berufliche Bildung in Klagenfurt.

## Auszeichnungen
- Anton-Benya-Würdigungspreis für das Bildungsprojekt „Bewerbung – Werbung in eigener Sache“ mit den Polytechnischen Schulen Kärntens (2010).
- „Journalismuspreis VON UNTEN“ der Österreichischen Armutskonferenz für die Sendung „Panoptikum Bildung“ (2015).
- Barbara-Prammer-Preis 2015 für das Kooperationsprojekt „Kärntner Gespräche zur demokratiepolitischen Bildung“ (2015).
- Kärntner Menschenrechtspreises für das Kärntner Netzwerk gegen Armut und soziale Ausgrenzung in der Funktion als Obmann (2016).
- Otto-Bauer-Plakette für den besonderen Einsatz gegen Faschismus, Rechtsextremismus und Antisemitismus (2016).

## Publikationen (Auswahl)
- Heinz Pichler, Gerald Knapp (Hrsg.): Armut, Gesellschaft und Soziale Arbeit. Perspektiven gegen Armut und soziale Ausgrenzung in Österreich. Mohorjeva/Hermagoras Verlag, Klagenfurt 2008, ISBN 978-3-7086-0362-9.
- Heinz Pichler, Florian Kerschbaumer: Experimentelle Arbeitsmarktpolitik. Bilanz und Perspektiven. ÖGB-Verlag, Wien 2015, ISBN 978-3-99046-137-2.
- Heinz Pichler, Florian Kerschbaumer (Hrsg.): Sozialist, Gewerkschafter und Humanist. Hans Pawlik im Gespräch mit Peter Kaiser (= Gehört, gelesen und gesehen. 10). inkl. DVD. Wieser Verlag, Klagenfurt/Celovec, ISBN 978-3-99029-053-8.
- Heinz Pichler, Elke Gruber (Hrsg.): Nur noch Utopien sind realistisch. Oskar Negt im Gespräch mit Peter Kaiser (= Gehört, gelesen und gesehen. 11). inkl. DVD. Wieser Verlag, Klagenfurt/Celovec 2014, ISBN 978-3-99029-099-6.
- Heinz Pichler, Martin Klemenjak (Hrsg.): … damit der soziale Grundwasserspiegel wieder steigt! Reflexionen zur Sozialen Frage im 21. Jahrhundert. Emmerich Tálos im Gespräch mit Peter Kaiser (= Gehört, gelesen und gesehen. 12). inkl. DVD. Wieser Verlag, Klagenfurt/Celovec 2015, ISBN 978-3-99029-172-6.
- Heinz Pichler, Harry Koller (Hrsg.): … vom öffentlichen Gebrauch der Vernunft! Perspektiven einer sozialen demokratischen Politik im 21. Jahrhundert. Björn Engholm im Gespräch mit Peter Kaiser (= Gehört, gelesen und gesehen. 13). inkl. DVD. Wieser Verlag, Klagenfurt/Celovec 2016, ISBN 978-3-99029-219-8.

## Ausgewählte Fachbeiträge
- Heinz Pichler: Aufgeklärtes Denken, politische Urteilskraft und Demokratie müssen gelernt und geübt werden – täglich, immer wieder! In: Monika Kastner, Werner Lenz, Peter Schlögl (Hrsg.): Kritisch sind wir hoffentlich alle. Erwachsenenbildung im Spannungsfeld von Subjekt, Arbeit und Gesellschaft. Festgabe für Elke Gruber. Löcker Verlag, Wien 2019, ISBN 978-3-85409-994-9, S. 261–272.
- Elke Gruber, Florian Kerschbaumer, Martin Klemenjak, Heinz Pichler, Katharina Zimmerberger: Demokratiepolitische Bildung – Begriff, Bedeutung, Forschungslage, Good-Practice und Perspektiven. In: Daniela Holzer, Bettina Dausien, Peter Schlögl, Kurt Schmid (Hrsg.): Forschungsinseln. Beobachtungen aus der österreichischen Erwachsenenbildungsforschung. Beiträge zur Bildungsforschung. Band 3, Herausgegeben von der Österreichischen Gesellschaft für Forschung und Entwicklung im Bildungswesen (ÖFEB). Waxmann Verlag, Münster / New York 2018, ISBN 978-3-8309-3780-7, S. 117–131.
- Heinz Pichler, Martin Klemenjak: Bildet euch, denn wir brauchen all eure Klugheit – Zertifikatslehrgang „Soziale Handlungskompetenzen für die Betriebsratstätigkeit“. In: Helmut Arnold, Susanne Dungs, Martin Klemenjak, Christine Pichler (Hrsg.): Wandel der Erwerbsarbeit – Innovative Ansätze der Inklusion. Beltz Juventa, Weinheim Basel 2021, ISBN 978-3-7799-6421-6, S. 160–173.
- Heinz Pichler: Die Arbeiterkammer Kärnten (AK) – Dienstleister/in und Interessenvertretung der Arbeitnehmer/innen. In: Johannes Grabmayer (Hrsg.): AK Kärnten 1922–2021. Gemeinsam für Kärnten arbeiten. Festschrift zum 90jährigen Bestehen der Kammer für Arbeiter und Angestellte für Kärnten. ÖGB Verlag, Klagenfurt/Wien 2012, ISBN 978-3-7035-1541-5, S. 283–320.